# Polybia pseudospilonota
Polybia pseudospilonota är en getingart som beskrevs av Giordani Soika 1965. Polybia pseudospilonota ingår i släktet Polybia och familjen getingar. Inga underarter finns listade i Catalogue of Life.